# Lisardo Rubio Fernández
Lisardo Rubio Fernández (Narayola, 13 de marzo de 1915-Madrid, 21 de febrero de 2006) fue un filólogo español.
Nacido en Narayola, pedanía de Camponaraya, en El Bierzo, provincia de León, en donde su padre era maestro.
Licenciado en Salamanca y doctor en Madrid, perteneció a la primera promoción de alumnos del maestro de la filología clásica española, Antonio Tovar. Fue catedrático de filología latina en la Universidad de Barcelona desde 1950 a 1967 y en la Universidad Complutense de Madrid desde ese año hasta su jubilación en 1985. 
Su obra más leída es la Introducción a la sintaxis estructural del latín donde aplica con éxito la metodología del estructuralismo lingüístico a la sintaxis latina. Como traductor destacan sus traducciones de novela romana: El asno de oro de Apuleyo y El Satiricón de Petronio.

## Obras
- Los Balbos y el Imperio Romano. Buenos Aires: Anales de Historia Antigua y Medieval, 1949. Tesis doctoral.
- – y Virgilio Bejarano.  Documenta ad linguae latinae historiam illustrandam. Madrid: CSIC, 1955.
- Introducción a la sintaxis estructural del latín. Barcelona: Ariel, 1966 (vol. I) y 1976 (vol. II) .
- Apuleyo. El asno de oro. Introducción, traducción y notas, Lisardo Rubio Fernández. Madrid: Biblioteca Clásica Gredos, 1978.
- – y Pilar Saquero Suárez-Somonte. Latín. Zaragoza: Luis Vives, 1979.
- Catálogo de los manuscritos clásicos latinos existentes en España. Madrid: Editorial de la Universidad Complutense, 1984.
- – y Tomás González Rolán. Nueva gramática latina. Madrid: Coloquio, 1985.
- Terencio. Comedias. Texto revisado y traducido por Lisardo Rubio. Madrid: Consejo Superior de Investigaciones Científicas, 1991.
- Petronio. El satiricón. Introducción, traducción y notas de Lisardo Rubio Fernández. Madrid: Biblioteca Clásica Gredos, 1978.
- Nueva sintaxis latina simplificada. Madrid: Ediciones Clásicas, 1995.